# Hojas de frijol chino
Las hojas de frijol chino son un tipo de fideos chinos. Son transparentes, planos y parecido a una hoja de papel. Pueden encontrarse, deshidratados, en Hong Kong y ocasionalmente en algunos barrios chinos del extranjero.

## Producción
Parecidos a los fideos celofán, las hojas de frijol chino se elaboran con frijoles chinos, cambiando la forma. Las hojas tienen aproximadamente 1 cm de ancho, como los fettuccine. Se elaboran en la provincia de Shandong, al este de China (donde también se fabrican los fideos celofán), así como en la ciudad de Tianjin (norte de China), y tienen una textura más elástica y masticable que los fideos más finos.

## Uso
Las hojas de frijol chino se usan para platos fríos, hot pots y frituras, junto a carne o marisco cortada, verdura y condimentos.